# Тугулино
Тугулино́ (
сибирскотат. 
Татугул-аул) — бывшая деревня в Кривошеинском районе Томской области. Располагалась на территории современного Кривошеинского сельского поселения. Ныне урочище Тугулино. Расположено на 1048 км правого берега Оби. На картах XX в. отмечается Тугулинский яр.

## История
Исторический населённый пункт южных селькупов (предположительно, группа пайкум или тюйкум). Одно из крупнейших селькупских поселений. В южноселькупском ареале выделяются отдельные поселения и сгустки поселений, где в разные годы происходила концентрация селькупского населения (особенно значительная в середине XIX в.), выше устья Чулыма это Усть-Шегарские–Казырбак–Тугулинские–Старо-Обские и около пяти прилегающих более мелких поселений. По данным переписи 1859 г. в каждом из этих поселков население было в пределах 100–150 человек. До 1930-х гг., т.е. до массовой ссылки в Нарымский край и массовых русско-селькупских брачных предпочтений, выделенные посёлки-юрты реально были местом концентрации селькупской этничности, куда стремились вернуться после многолетних миграционных передвижений по просторам Нарымского края те, кто в них родился.
В 1897 г.: 41 хозяйство — 143 селькупа, 20 русских и 56 тюрков. Населённый пункт относился к Мало-Провской инородческой волости.
Тюркизированное население юрт относится к томским карагасам, этнической группе, близкой по культуре к южным селькупам и имеющей с ними общую идентичность "остяки". Существуют свидетельства сохранения особого южносамодийского языка у томских карагасов вплоть до середины XX в.
Первые упоминания относятся к XVII веку. В 1740 году немецкий историк Г. Ф. Миллер писал о деревне в «Путешествии по воде вниз по Томи и Оби от Томска до Нарыма. 1740 год» следующее:
Татугуловы юрты, по-татарски Татугул-аул, на восточном берегу, в 3 верстах от предыдущих. Имеет 7 татарских жилищ Малой Провской волости (по-татарски Лиргай-аймак).